# Arachnopusia pusae
Arachnopusia pusae är en mossdjursart som beskrevs av Ernst Marcus 1955. Arachnopusia pusae ingår i släktet Arachnopusia och familjen Arachnopusiidae. Inga underarter finns listade i Catalogue of Life.